# Sandberg Guitars
Sandberg Guitars è una azienda tedesca con sede a Braunschweig specializzata nella produzione di bassi elettrici e chitarre elettriche.

## Storia dell'azienda
Sandberg Guitars è stata fondata nel 1986 da Holger Stonjek e Gerd Gorzelke. L'azienda ha preso il nome dalla via in cui si trovava la prima sede di liuteria, "Am Sandberg", in Ehmen (presso Wolfsburg).
Inizialmente i bassi e le chitarre venivano realizzati su misura, seguendo le indicazioni del cliente sia per quanto riguarda il design che le caratteristiche dell'hardware e dell'elettronica. In seguito sono stati introdotti alcuni modelli di bassi elettrici realizzati con procedimenti semi-artigianali.
Nel 2010 l'azienda ha introdotto i primi modelli di chitarra elettrica.
Nel 2014 è stato assegnato un Guitar Awards 2014 al modello Electra TT4 come miglior basso nella categoria under £ 1.000.

## Prodotti

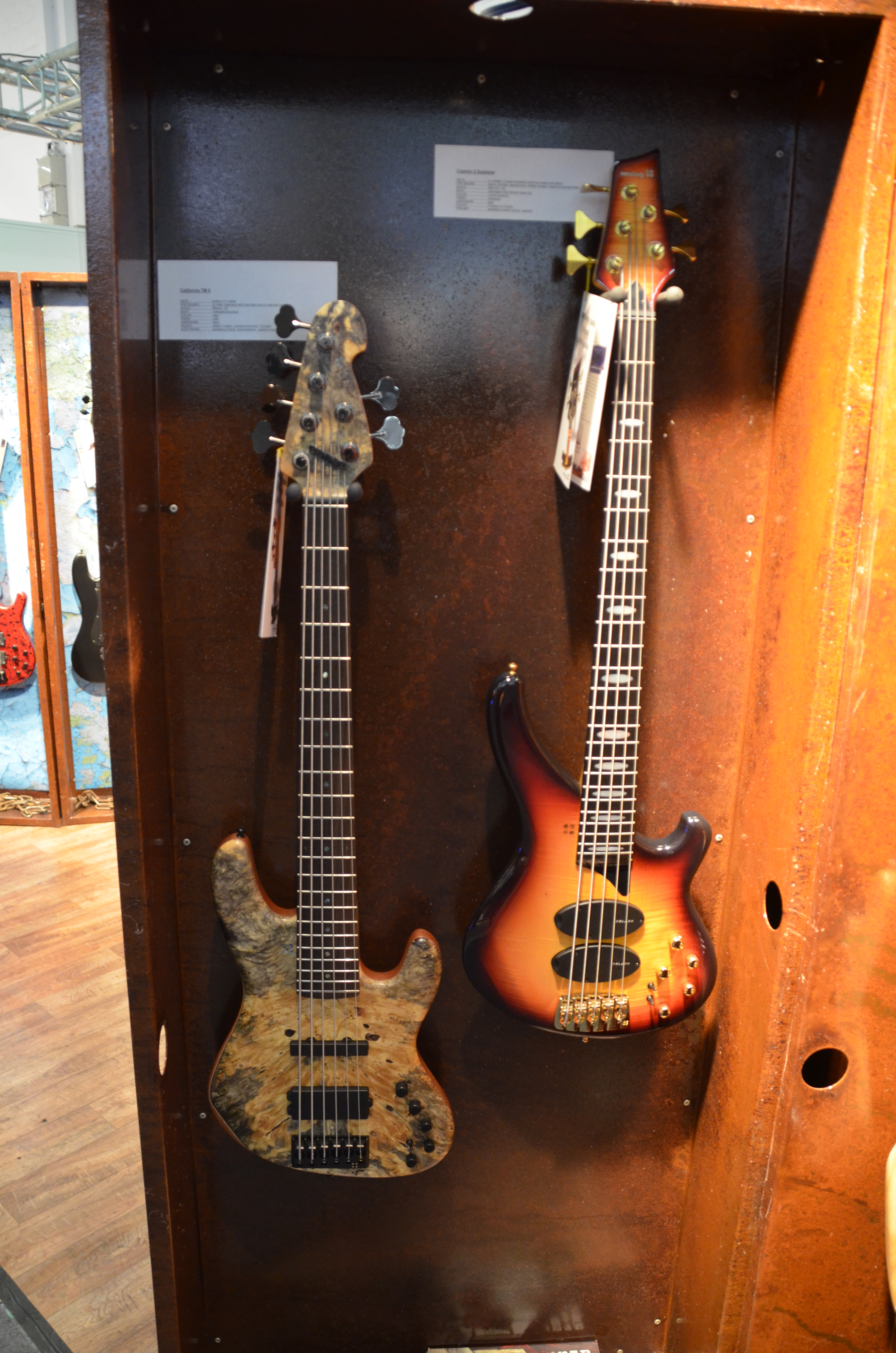
California TM6 (Buckeye burl top) e Custom a 5 corde (3-tone sunburst)

I bassi elettrici "Sandberg Guitars" si classificano in sette differenti serie:
- Serie Basic
- Serie Classic
- Serie California T
- Serie California V
- Serie Custom
- Serie Panther
- Serie Electra

Le chitarre elettriche sono disponibili in quattro serie differenti:
- Serie California ST-H
- Serie California ST-S
- Serie California DC
- Serie Florence

## Musicisti che suonano strumenti Sandberg Guitars
- Ida Nielsen, bassista di Prince
- Ken Taylor, bassista (Studio/live) di Bruce Springsteen, Brian May, Peter Maffay
- Reggie Worthy, bassista (Studio/live) di US5, Justin Timberlake, Stefan Gwildis, STOPPOK, Howard Carpendale
- Jason „Jay“ James, bassista di Bullet for My Valentine
- Oliver Riedel, bassista dei Rammstein
- Torsten Scholz, bassista dei Beatsteaks
- Georg Listing, bassista dei Tokio Hotel
- Flux, chitarrista di Oomph!
- Peter Baumann, chitarrista dei Beatsteaks
- Thorsten Becker, bassista di Callejon
- Mario Erdmann, bassista dei Wild Frontier
- Markus Großkopf, bassista di Helloween
- Paul Jackson, bassista dei Paul Parker, T'Pau
- Cindia Krüger, bassista dei Farin Urlaub Racing Teams
- Bernd Kurtzke, chitarrista dei Beatsteaks
- Rüde Linhof, bassista dei Sportfreunde Stiller
- Uwe Lost, bassista dei Truckstop
- Niko Maurer, bassista dei Madsen (Band)|Madsen
- Ines Smentkowski, bassista dei Broilers
- Johannes Stolle, bassista dei Silbermond
- Arnim Teutoburg-Weiß, chitarrista e cantante dei Beatsteaks